# Henry Farquharson
Henry (Andrei Danilowitsch) Farquharson (russisch Генри (Андрей Данилович) Фарварсон; * 1674 in Milton of Whitehouse bei Ballater, West-Aberdeenshire; † 8. Dezemberjul. / 19. Dezember 1739greg. in St. Petersburg) war ein schottisch-russischer Mathematiker und Hochschullehrer.

## Leben
Farquharson studierte ab 1691 in Aberdeen mit einem Milne-Stipendium am Marischal College. 1695 wurde er dort Liddel-Mathematik-Tutor.

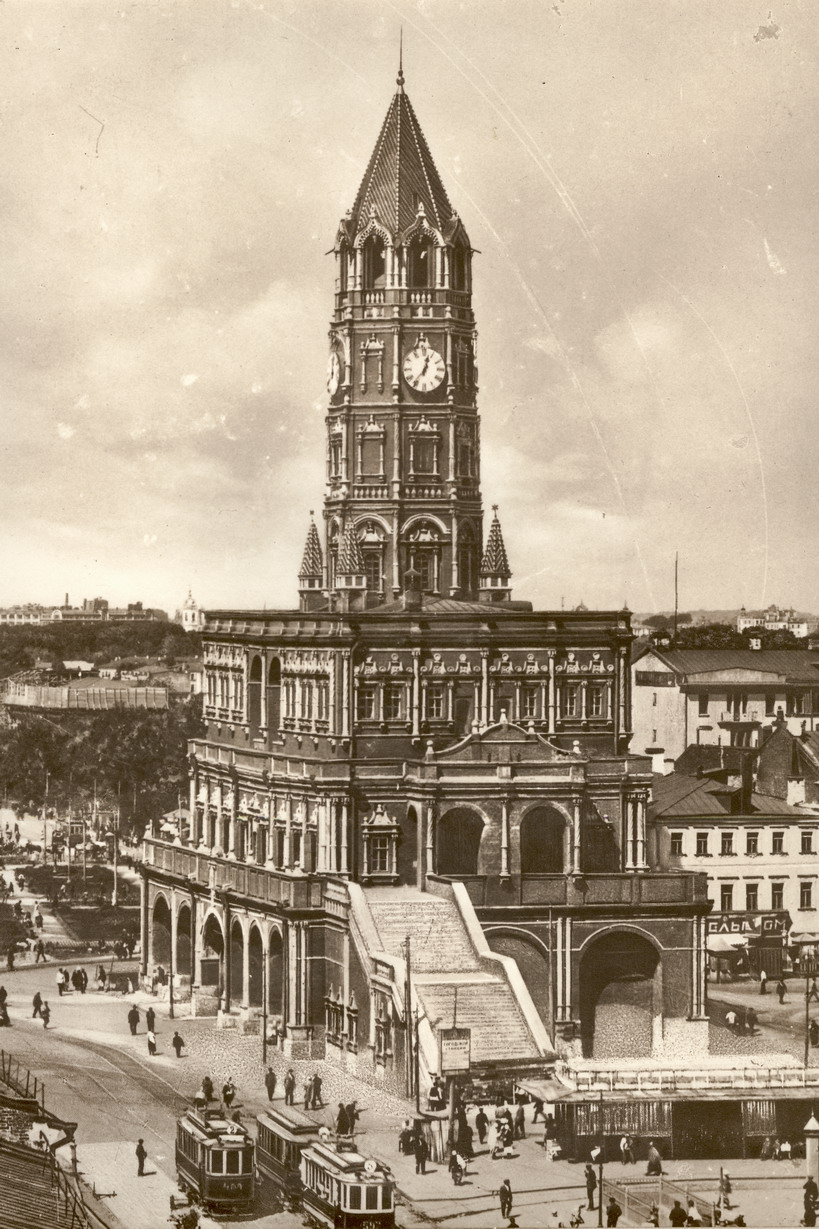
Sucharew-Turm, Moskau (1927)

Als Peter I. mit der Großen Gesandtschaft sich in England aufhielt, stellte ihm Peregrine Osborne auch den jungen Mathematiker Farquharson vor. Darauf wurde Farquharson eingeladen, zusammen mit Stephen Gwyn († 1720) und Richard Grice († 1709) in den russischen Dienst zu treten. Sie kamen auf der Royal Transport im Juni 1698 in Archangelsk an und reisten dann weiter nach Moskau. Dort lebten sie zunächst im Haus des englischen Kaufmanns Henry Crevett und unterrichteten zahlende Studenten.

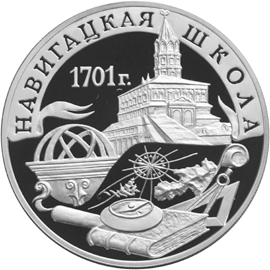
Navigationsschule (Münze der Bank Rossii)

Im Januar 1701 wurde nach dem Vorbild der Royal Mathematical School des Christ’s Hospitals in Horsham im Moskauer Sucharew-Turm die Navigationsschule als Schule für Mathematische und Navigationswissenschaften eröffnet. Farquharson, der an der Planung beteiligt war, lehrte dort Navigation, Astronomische Navigation und Geodäsie mit einigen Teilen der Mathematik. Anfangs hielt er seine Vorlesungen auf Latein mit einem Übersetzer, doch bald lehrte er auf Russisch. Auch prüfte er einschlägige ausländische Bücher im Hinblick auf ihre Veröffentlichung auf Russisch. Er beriet Gottfried Wilhelm Leibniz 1703 und 1712 bezüglich des Stands der Wissenschaft und des Buchdrucks in Russland. Stepan Malygin gehörte zu den Schülern Farquharsons.
Die russische Regierung beauftragte Farquharson 1712, Untersuchungen für den Bau einer Straße von Moskau nach St. Petersburg durchzuführen. Die Verlängerung von St. Petersburg nach Nowgorod kam noch im selben Jahr hinzu.
1716 wurde Farquharson nach St. Petersburg an die neue Marine-Akademie versetzt. Dort hielt er Vorlesungen über Arithmetik, Geometrie, Trigonometrie, ebene und Mercator-Navigation und Geodäsie. Auch Mitglieder der Akademie der Wissenschaften baten ihn um Rat. 1737 wurde Farquharson zum Brigadier befördert.